# 多元体
数学の抽象代数学において、体上の斜体、多元体（たげんたい）または可除多元環（かじょたげんかん、英: division algebra）は、大まかには、体上の多元環で除法が自由にできるものをいう。 

## 定義
厳密には、まず体上の多元環 D で、D は零元のみからなるものではないものとする。D が多元体または可除であるとは、D の任意の元 a と D の零元ではない任意の元 b に対して、a = bx なる D の元 x がただ一つ定まり、かつ a = yb なる D の元 y がただ一つ定まることをいう。
結合多元環に対しては、この定義は次のように簡単になる。体上の結合的な多元環が多元体であるための必要十分条件は、それが零元 0 と異なる単位元 1 を持ち、かつ各元 a が乗法逆元（すなわち ax = xa = 1 なる元）を持つことである。このとき多元体は体(field)になっている。

## 結合的多元体
最もよく知られる結合的な多元体の例は有限次元実多元体（つまり、実数体 R 上の多元環で、R 上のベクトル空間として次元が有限なもの）である。フロベニウスの定理によれば、そのような多元体は同型の違いを除いて三種類、実数体（一次元）・複素数体（二次元）、四元数体（四次元）しかない。
ウェダーバーンの小定理によれば D が位数有限なる多元体ならば、D は実は有限体である。
（例えば複素数体 C のような）代数閉体 K 上には、K それ自身を除けば有限次元の結合多元体は存在しない。 
結合的多元体は零因子を持たない。逆に（任意の体上の）有限次元の単位的結合多元環が多元環となる必要十分条件は、それが零因子を持たないことである。
A が体 F 上の単位的結合多元環で、S が A 上の単純加群ならば、S の自己準同型環は F 上の多元体であり、F 上の任意の結合多元体はこの方法で得られる。
体 K 上の結合多元体 D の中心 C(D)は、K を含む体となる。D をその中心 C(D) 上の多元体と見たときの次元は、それが有限であるならば必ず平方数 n2 であり、次数 (degree) と呼ばれる n は D の極大可換部分体の中心 C(D) 上の次元と一致する。体 F を一つ固定するとき、F 上有限次元の、（自明でない両側イデアルを持たないという意味で）単純な、結合多元環で中心が F となるようなものの同値類は、体 F のブラウアー群と呼ばれる群を成す。
任意の体上で有限次元の結合多元体を構成するひとつの方法として、一般四元数環を用いる方法が挙げられる（四元数の項も参照）。
有限次元の結合多元体に対して、それらの作る空間が何らかの意味のある位相を備えている場合が特に重要である。例えばノルム付き多元体やバナッハ代数が挙げられる。

## 非結合的多元体
多元体において結合律の成立を課さずに、普通はより弱い結合性の条件（交代律や冪結合律など）を課したものを考えることもある。体上の多元環も参照。
実数体上で有限次元の可換単位的多元体は同型を除いてちょうど二つだけ存在する（それは実数体と複素数体で、いずれも結合的である）。非結合的な例を作るために、複素数の通常の乗法の代わりに、その複素共軛を取ったものとして、乗法 ∗ を
{\displaystyle a*b={\overline {ab}}}
で定義すると、これにより実数体上二次元の可換で非結合的な多元体が得られるが、これは単位元を持たない。このほかにも可換非結合的な有限次元実多元体は無数に存在するが、しかしそれらは全て実二次元である。
実は、任意の有限次元可換実多元体の次元は 1 か 2 のいずれかであることが1940年に証明されており、ハインツ・ホップに因んでホップの定理と呼ばれる。証明には位相幾何学的な方法が用いられた。後に代数幾何学を用いた別証明が発見されているけれども、直接的な代数的証明というものは知られていない。代数学の基本定理をホップの定理の系として得ることもできる。
可換性の仮定を落とすことで、ホップは自身の結果を拡張し「任意の有限次元実多元体の次元は2の冪でなければならない」ということを示した。
さらに後に示された事実として、任意の有限次元実多元体の次元は 1, 2, 4, 8 のいずれかでなければならないことが分かっている。この事実は、ミシェル・ケルヴェアとジョン・ミルナーによってそれぞれ独立に1958年に証明された。これは代数的位相幾何学、特に K-理論を用いるものである。qq が平方数の和に等しいという等式が成立する次元が 1, 2, 4, 8 に限られることは、アドルフ・フルヴィッツによって、1898年には既に示されていた（ノルム多元環に関するフルヴィッツの定理も参照せよ）。
次元が 2, 4, 8 であるような実多元体で互いに同型でないようなものは無数に存在するが、以下のようにいうことができる。実数体上有限次元の多元体は
- それが「単位的かつ可換」（もしくは「結合的かつ可換」）ならば実数体 R または複素数体 C に同型、
- それが「非可換かつ結合的」ならば四元数体 H に同型、
- それが「非結合的だが交代的」ならば八元数体 O に同型

のいずれかでなければならない。以下、体 K 上の有限次元多元体の次元について知られていることを挙げる。
- K が代数閉体ならば必ず dim A= 1 である。
- K が実閉体ならば dim A= 1, 2, 4, 8 のいずれかに限られる。
- K が代数閉体でも実閉体でもないならば、K 上の多元体が存在する次元は無数に存在する。